# Eyeball Records
La Eyeball Records è una etichetta discografica indipendente creata nel 1995. Ha pubblicato dischi dei My Chemical Romance, Thursday.

## Artisti attuali
- An Albatross
- Astronautalis
- Baumer
- The Blackout Pact
- The Bronze Episode
- E For Explosion
- The Feverfew
- Jettie
- The Killing Tree
- Karate High School
- Kiss Kiss
- Man Without Wax
- New Atlantic
- New London Fire
- Pompeii
- The Number Twelve Looks Like You
- Search/Rescue
- Sleep Station
- The Stiletto Formal
- United Nations
- Wolftron

## Artisti passati
- Thursday
- My Epiphany
- Breakdown
- The Casualties
- L.E.S. Stitches
- Del Cielo
- The Anthem Sound
- Ariel Kill Him
- Eyehategod
- The Feverfew
- Gameface
- Interference[1][2]
- The Kill Van Kull
- Midtown
- Milemarker
- The Oval Portrait
- Signal to Noise
- Spit for Athena
- Pencey Prep
- My Chemical Romance
- Humble Beginnings
- The Tiny
- The Velocet
- The Actual
- Morgan Storm
- Zolof the Rock & Roll Destroyer